# Saskia van Uylenburgh

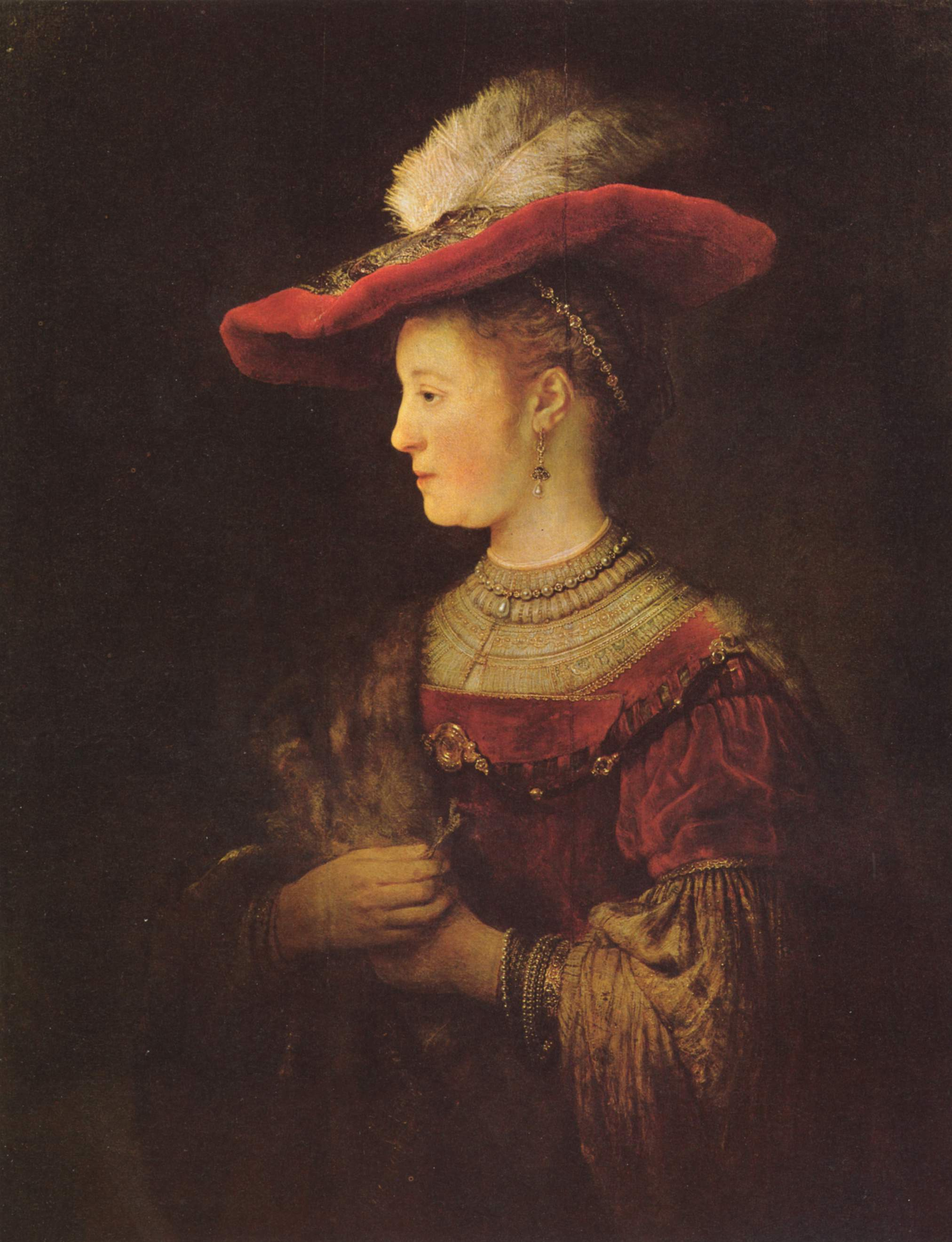
Rembrandt: Saskia van Uylenburgh im Profil, in reichem Kostüm, 1633/34–1642,
von Rembrandt van Rijn, Öl auf Holz, Gemäldegalerie Alte Meister, Kassel

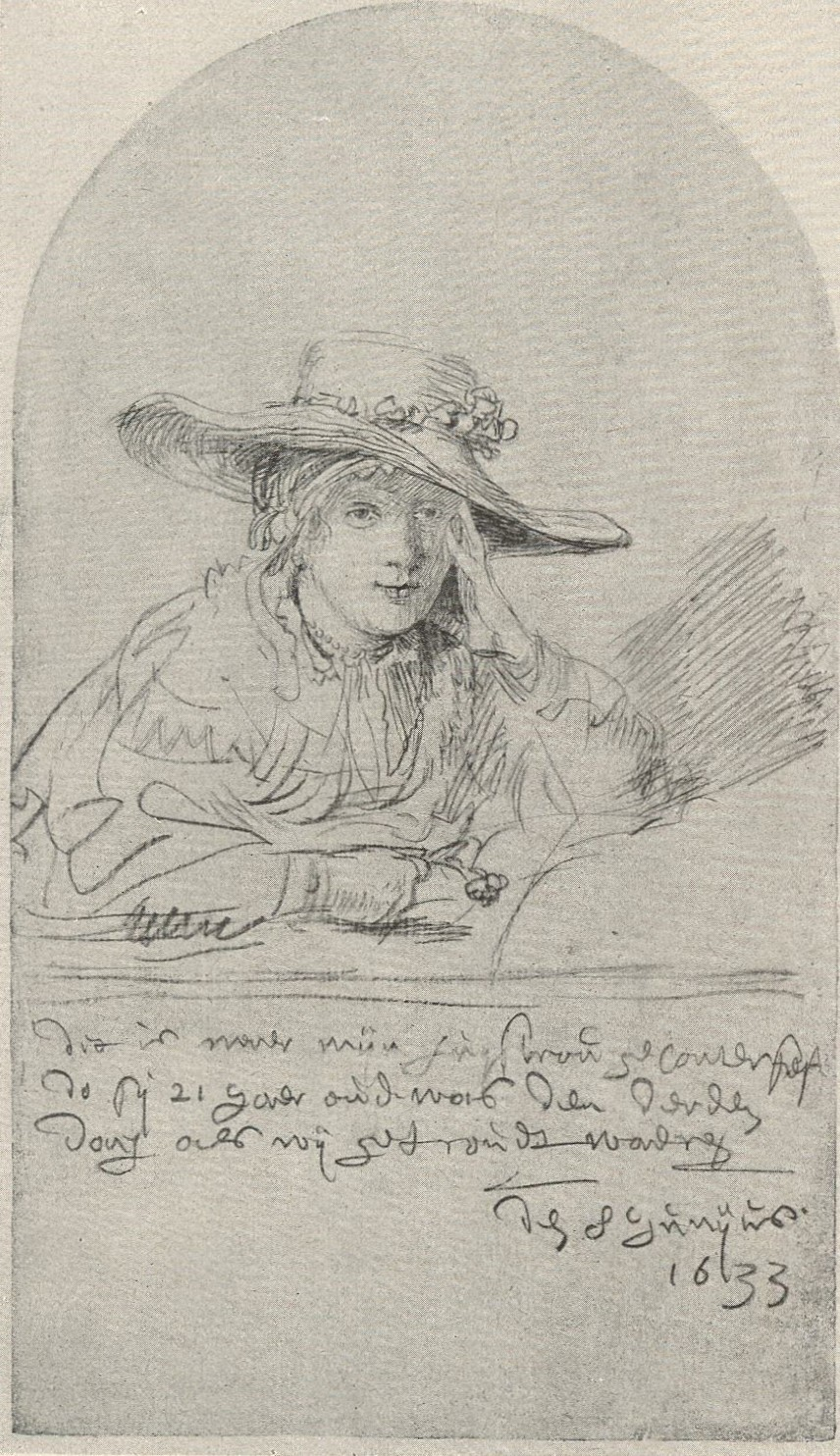
8. Juni 1633

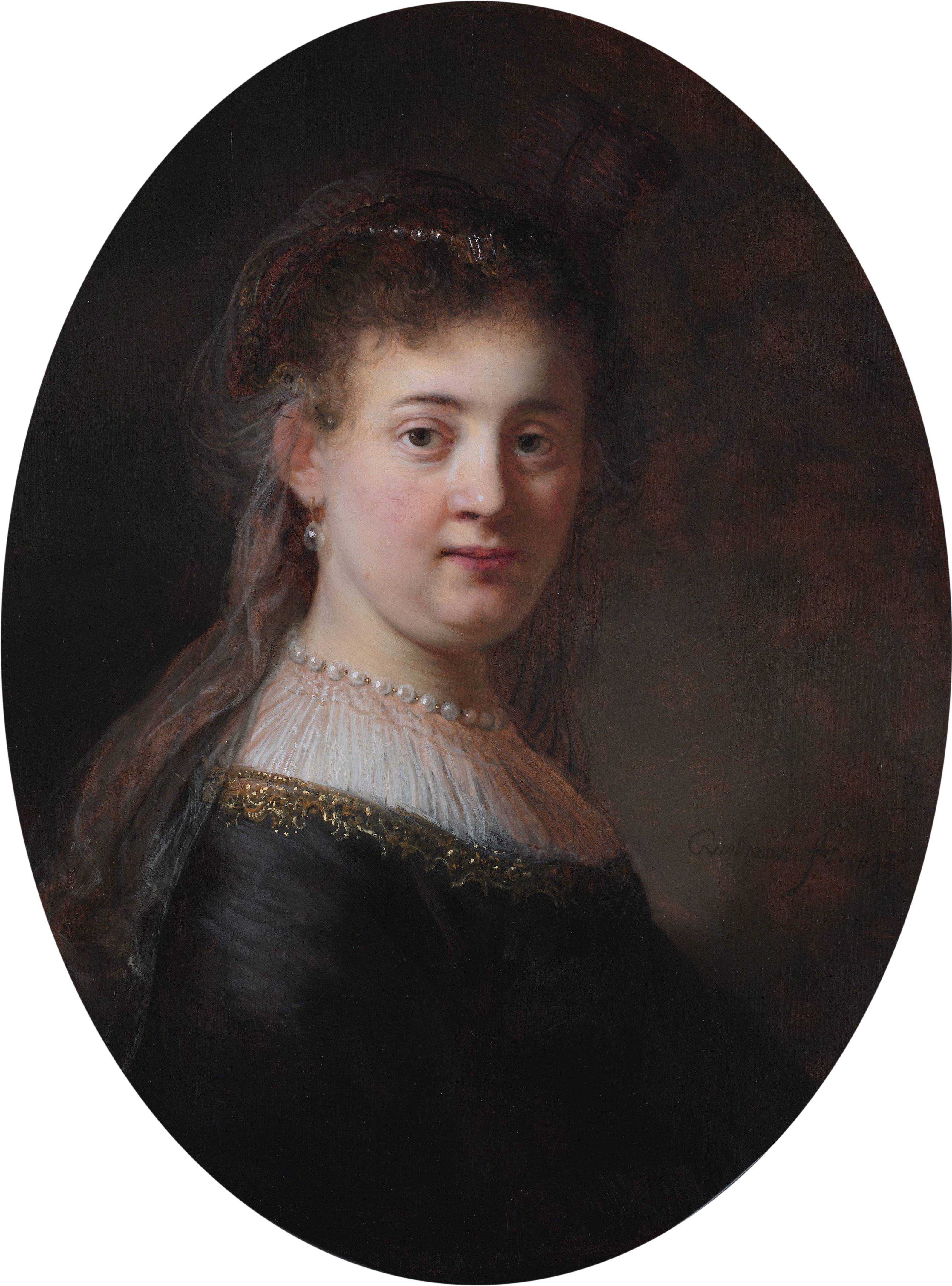
Saskia Uylenburgh, 1633,
von Rembrandt van Rijn, Öl auf Holz, Rijksmuseum Amsterdam

Saskia Uylenburgh (* 2. August 1612 in Leeuwarden; † 14. Juni 1642 in Amsterdam) war die Ehefrau des bedeutenden niederländischen Barock-Malers Rembrandt van Rijn.

## Leben
Saskia Uylenburgh war eine Patriziertochter aus Leeuwarden, der Hauptstadt der niederländischen Provinz Friesland. Ihr Vater Rombertus Uylenburgh (1554–1624), der ehemalige Bürgermeister der Stadt, zählte zur politischen Elite der weitgehend autonomen Provinz, ihre Mutter Sjoukje Aessinga (1564–1619) entstammte einer angesehenen friesischen Familie. Saskia war das jüngste von acht Kindern. Ihre Geschwister kümmerten sich um sie, nachdem sie mit zwölf Jahren Vollwaise geworden war. 1628 wurde ihr Schwager Gerrit van Loo (ca. 1580–1641), der Mann ihrer Schwester Hiskia, ihr Vormund. Sie zog zu ihm in das Dorf Sint Annaparochie in dem Küstenlandstrich Het Bildt, wo van Loo Gemeindesekretär war. 1632 floh die Familie mit Saskia wegen eines Bauernaufstands nach Leeuwarden.
Von dort aus trat Saskia vermutlich im Frühjahr 1633 eine Reise nach Amsterdam an, wo mehrere Familienmitglieder lebten. Sie wohnte dort vermutlich bei ihrer älteren Cousine Aeltje Uylenburgh und deren Mann, dem Prediger Johannes Sylvius. Im Atelier ihres Cousins Hendrick van Uylenburgh, eines führenden Kunsthändlers, muss sie zu dieser Zeit dessen Angestellten Rembrandt van Rijn kennengelernt haben. Am 5. Juni 1633 verlobte sie sich mit ihm in Friesland. Drei Tage später hielt er sie auf dem sogenannten Silberstiftporträt fest, das sich heute im Kupferstichkabinett Berlin befindet. Anschließend reiste er nach Amsterdam zurück – bis zur Hochzeit verging noch mehr als ein Jahr. In dieser Zeit zog Saskia nach Franeker, wo ihre Schwester Antje gestorben war und deren Mann Prof. Johannes Maccovius dringend Hilfe benötigte. Die Ehe mit Rembrandt wurde am 22. Juni 1634 in Amsterdam registriert. Die kirchliche Hochzeit fand am 2. Juli 1634 in Sint Annaparochie in Friesland statt. Danach zog Rembrandt mit ihr nach Amsterdam, wo sie zunächst im Haus Hendrick Uylenburghs wohnten.
1635 beendete Rembrandt seine Zusammenarbeit mit Uylenburgh und gab auch die Wohnung bei ihm auf. Das Ehepaar zog nun in das Haus Nieuwe Doelenstraat Nr. 20. Am 15. Dezember 1635 wurde Saskias erstes Kind Rombertus getauft, doch der kleine Junge lebte nur zwei Monate. Zwei andere Kinder Saskias, zwei Mädchen mit Namen Cornelia, starben 1638 und 1640 schon nach wenigen Wochen. 
1638 verklagte Rembrandt Saskias Verwandten Albertus van Loo und dessen Schwester, weil diese gesagt haben sollten, dass Saskia „mit Prunken und Prangen das Erbe ihrer Eltern vergeudet“ habe. Rembrandt hielt dagegen, dass er und seine Frau nun einmal „reichlich und über die Maßen begütert“ seien. Er verlor den Prozess.

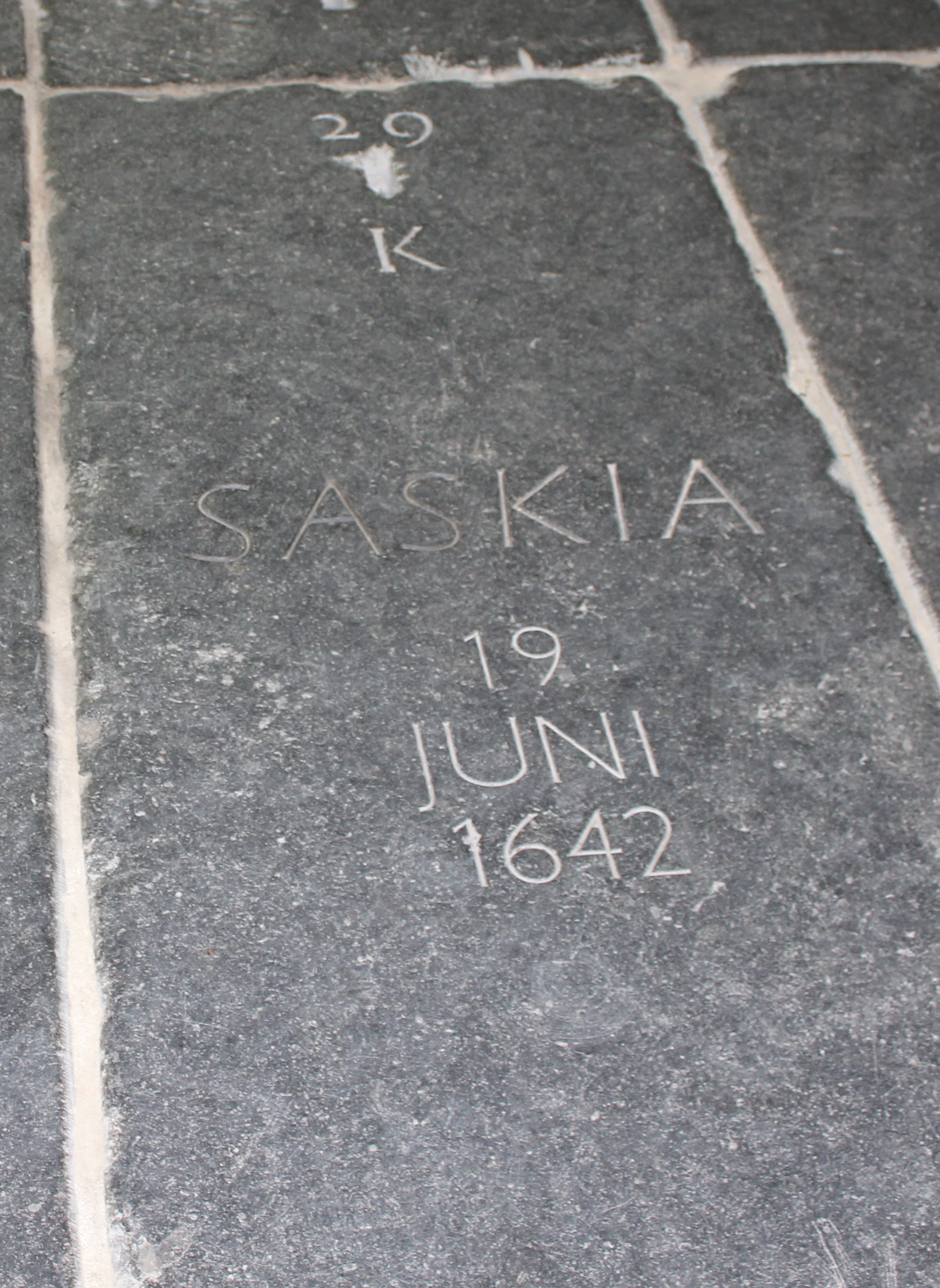
Grabplatte von Saskia van Uylenburgh in der Oude Kerk von Amsterdam

Im nächsten Jahr kaufte er für die enorme Summe von 13 000 Gulden ein Haus in der Sint Anthoniesbreestraat (heute: Jodenbreestraat), das heutige Rembrandthuis. Hier wurde 1641 Saskias viertes Kind Titus van Rijn geboren. Titus überlebte als einziges ihrer Kinder, doch Saskias Gesundheitszustand verschlechterte sich. Angenommen wird, dass sie an Tuberkulose litt. Am 5. Juni 1642 machte sie ihr Testament und bestimmte darin, dass Rembrandt im Falle einer erneuten Heirat sofort die Hälfte ihres gemeinsamen Vermögens an Titus überschreiben müsse. Sollte Titus sterben, würde das Erbe Saskias Verwandten zufallen. Diese Bestimmung dürfte Rembrandt in seiner Entscheidung beeinflusst haben, nie mehr zu heiraten. Am 14. Juni starb Saskia im Alter von  29 Jahren und wurde in der Oude Kerk, der vornehmsten Kirche der Stadt, begraben.
Dass Saskia sich in einen Künstler verliebte, der in der gesellschaftlichen Hierarchie deutlich unter ihr als Patriziertochter stand, und dann allen Konventionen zum Trotz eine rasche Verlobung durchsetzte, zeugt von einer unangepassten Persönlichkeit und einem ausgeprägten eigenen Willen.

## Bedeutung für Rembrandts Kunst
Saskia bildete für Rembrandt eine Quelle der Inspiration. Sie stand für Gemälde wie Saskia als Flora und Zeichnungen Modell, jedoch nie für ein konventionelles Porträt. Stets erschien sie in einer Rolle – als Göttin, Sagenfigur aus der klassischen Mythologie oder biblische Frauengestalt. Die amerikanische Kunsthistorikerin Stephanie S. Dickey spricht in diesem Zusammenhang von einer „Vereinigung von Liebe, Kunst und Kommerz“. Von besonderem Interesse ist das große Doppelporträt in der Gemäldegalerie Alte Meister in Dresden, das Rembrandt in der Rolle des Verlorenen Sohnes im Bordell zeigt und die auf seinem Schoß sitzende Saskia als Kurtisane. Nach Meinung der US-Kunsthistorikerin H. Perry Chapman muss man dieses Bild als ironischen Kommentar Rembrandts zu seinen eigenen sozialen Ambitionen interpretieren.
In keinem anderen Porträt ging Rembrandt jedoch so weit wie im Kasseler Gemälde: Das reiche altertümliche Gewand lässt sie wie eine Figur aus längst vergangener Zeit erscheinen, der aktuellen Zeit enthoben, verklärt in eine andere Welt. Begonnen in der Anfangszeit ihrer Ehe, überarbeitet er es im Jahr ihres Todes 1642. Die Hinzufügung der Hutfeder kann ein Hinweis auf die Vergänglichkeit des menschlichen Lebens sein, als ein deutliches Zeichen des beendeten Lebens erscheint aber die Pflanze in ihren Händen: Die dünnen Blätter erinnern am ehesten an Rosmarin, der ein Zeichen ehelicher Treue, aber auch des ewigen Gedenkens ist. Auf niederländischen Totenbildnissen findet man ihn auf der Bettdecke liegen oder in den Händen der Verstorbenen. Damit wird das Kasseler Porträt der Saskia zu einem privaten Erinnerungsbild Rembrandts an seine verstorbene Frau.

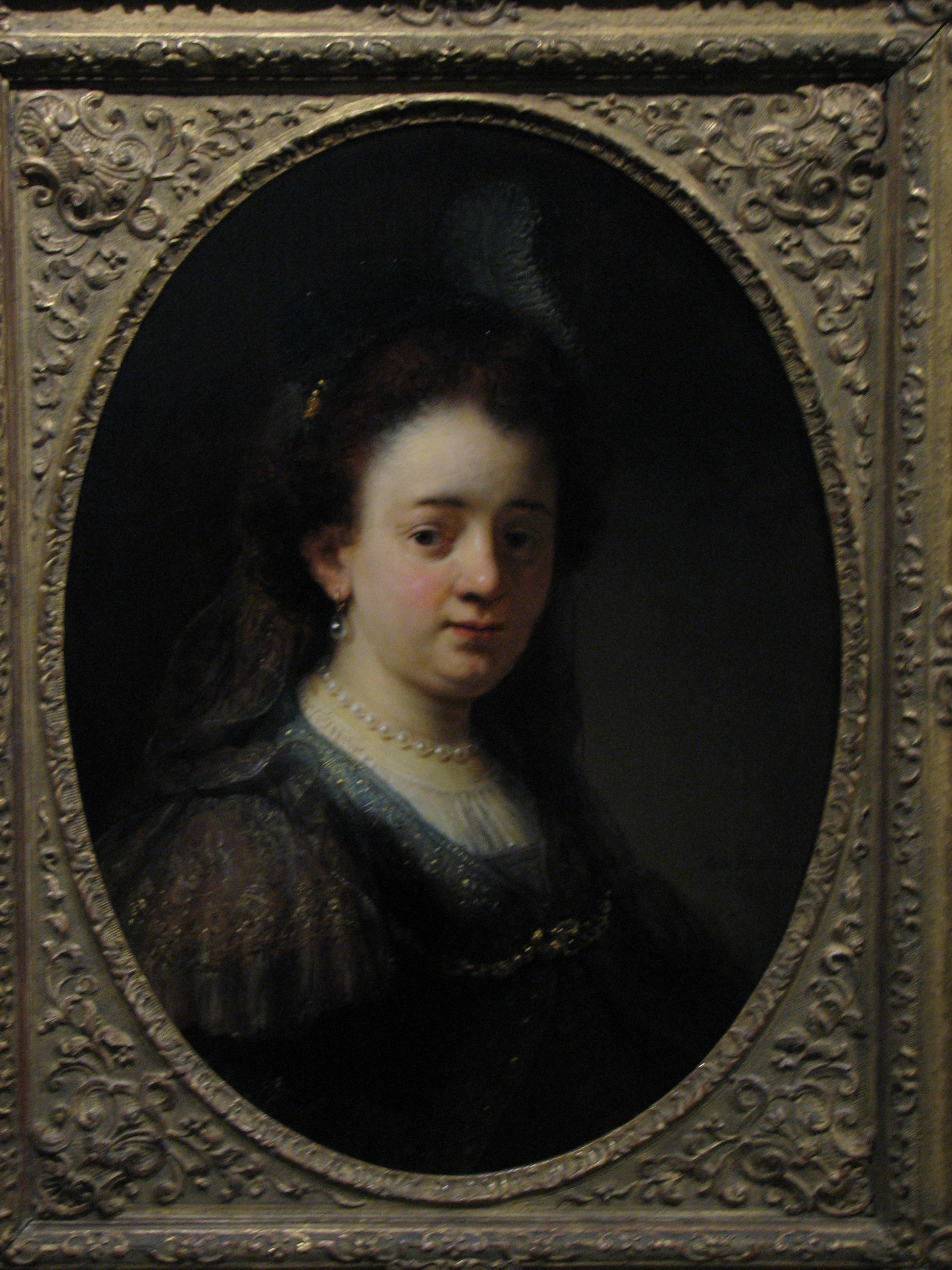
Saskia van Uylenburgh, Öl auf Holz, 1633, Fries Museum
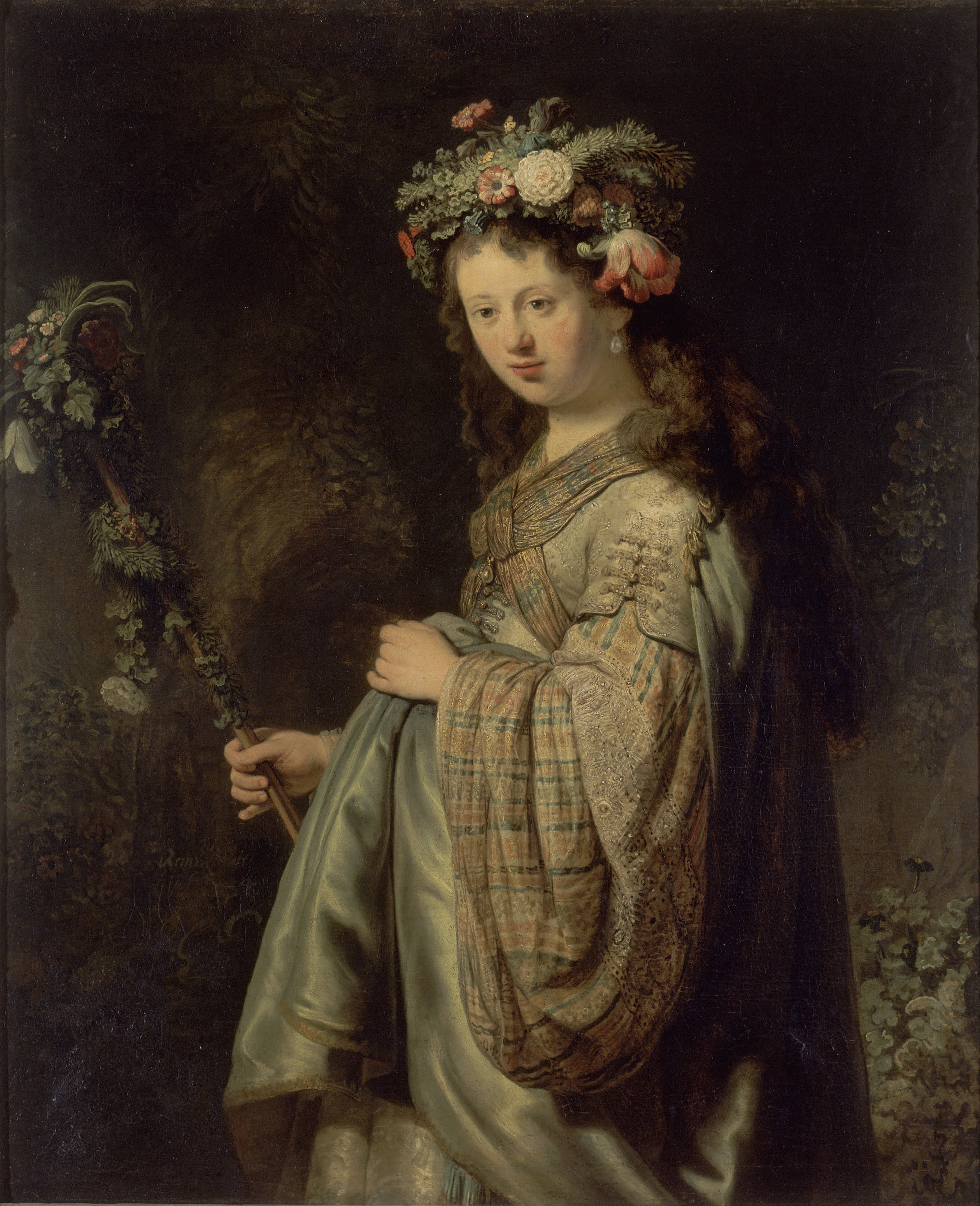
Saskia als Flora, Öl auf Leinwand, 1634, Eremitage
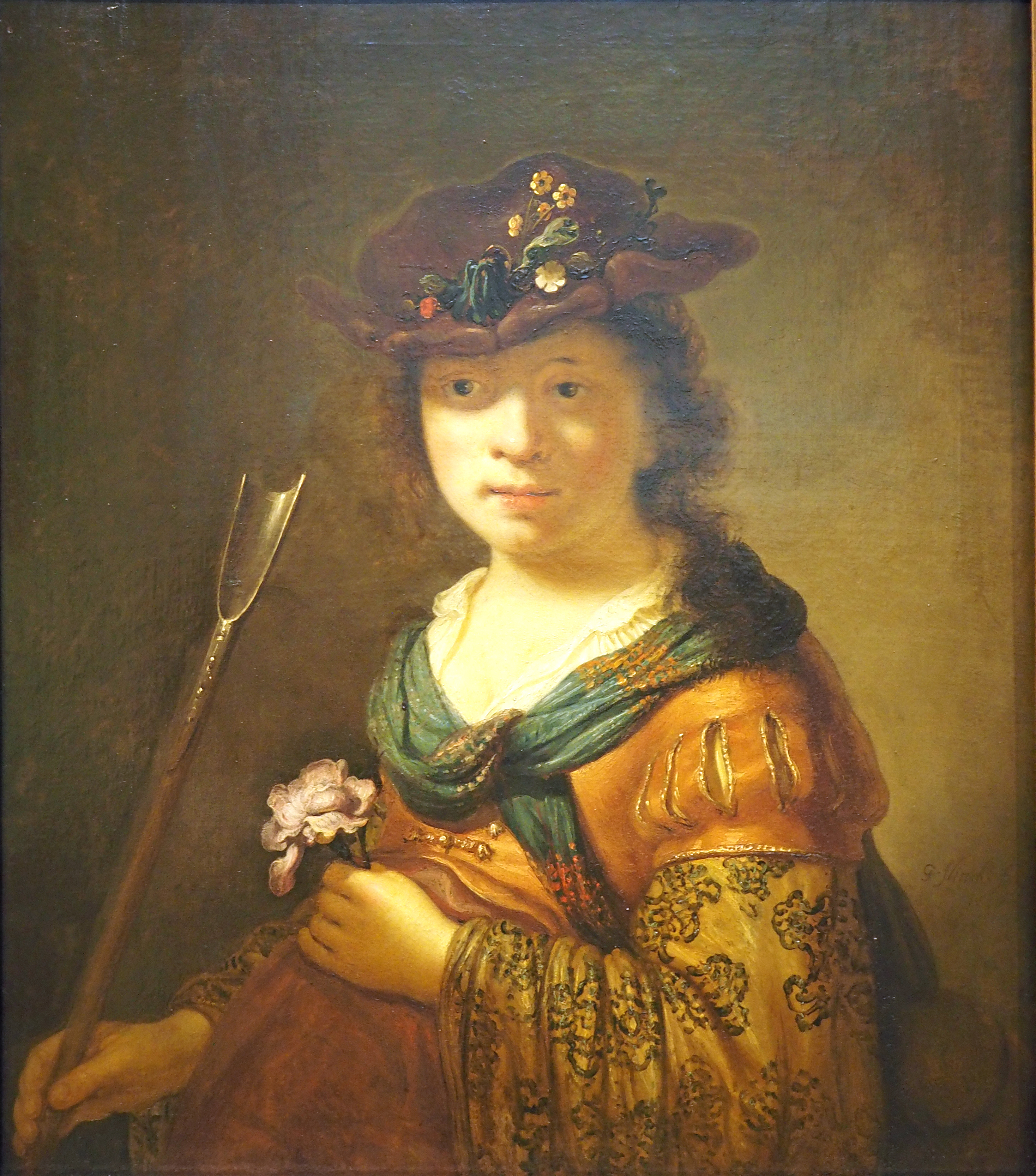
Saskia als Schäferin von Govaert Flinck, 1636, Herzog Anton Ulrich-Museum Braunschweig
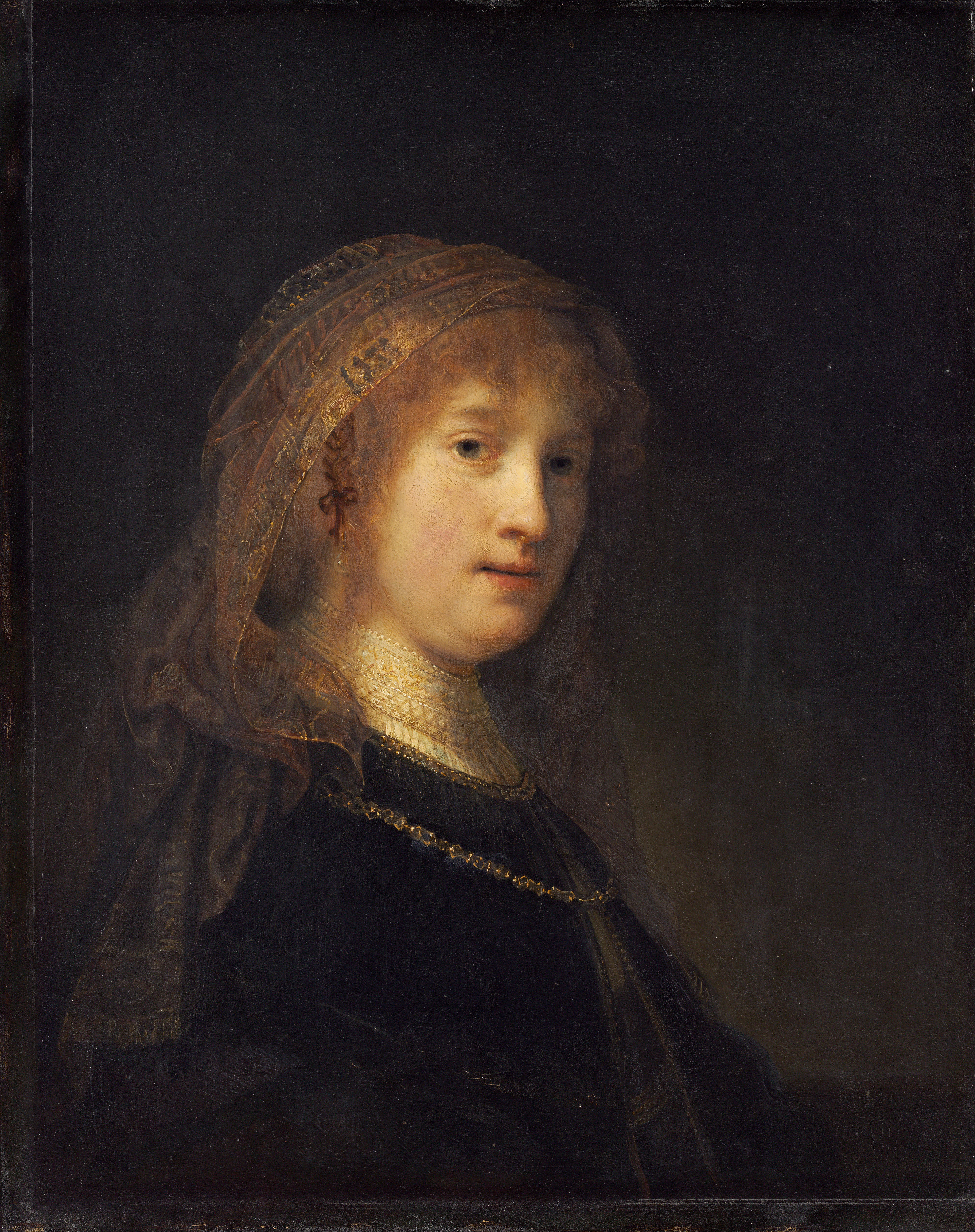
Saskia van Uylenburgh, Öl auf Leinwand, nach 1634, National Gallery of Art, Washington
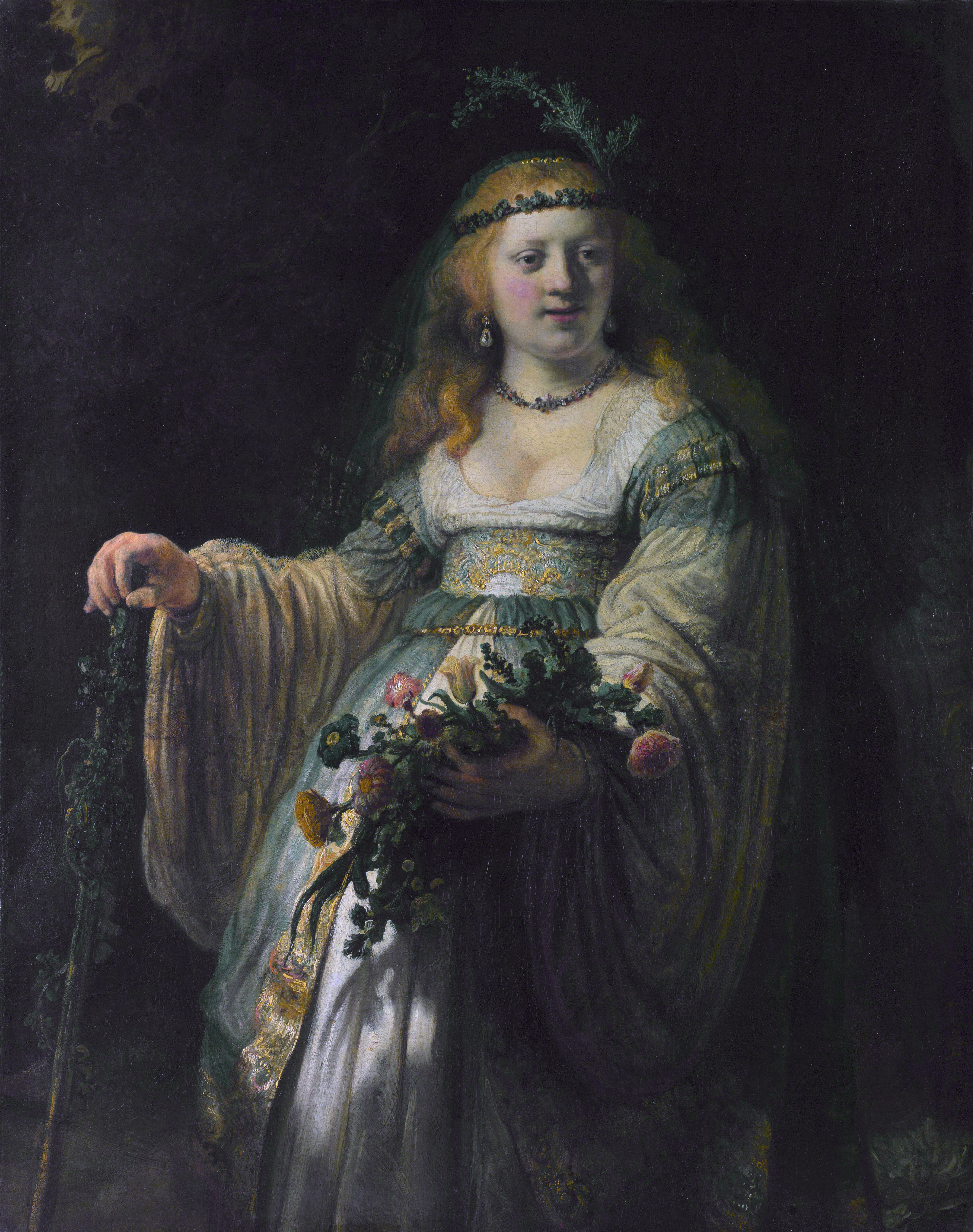
Flora, Öl auf Leinwand, 1635, National Gallery
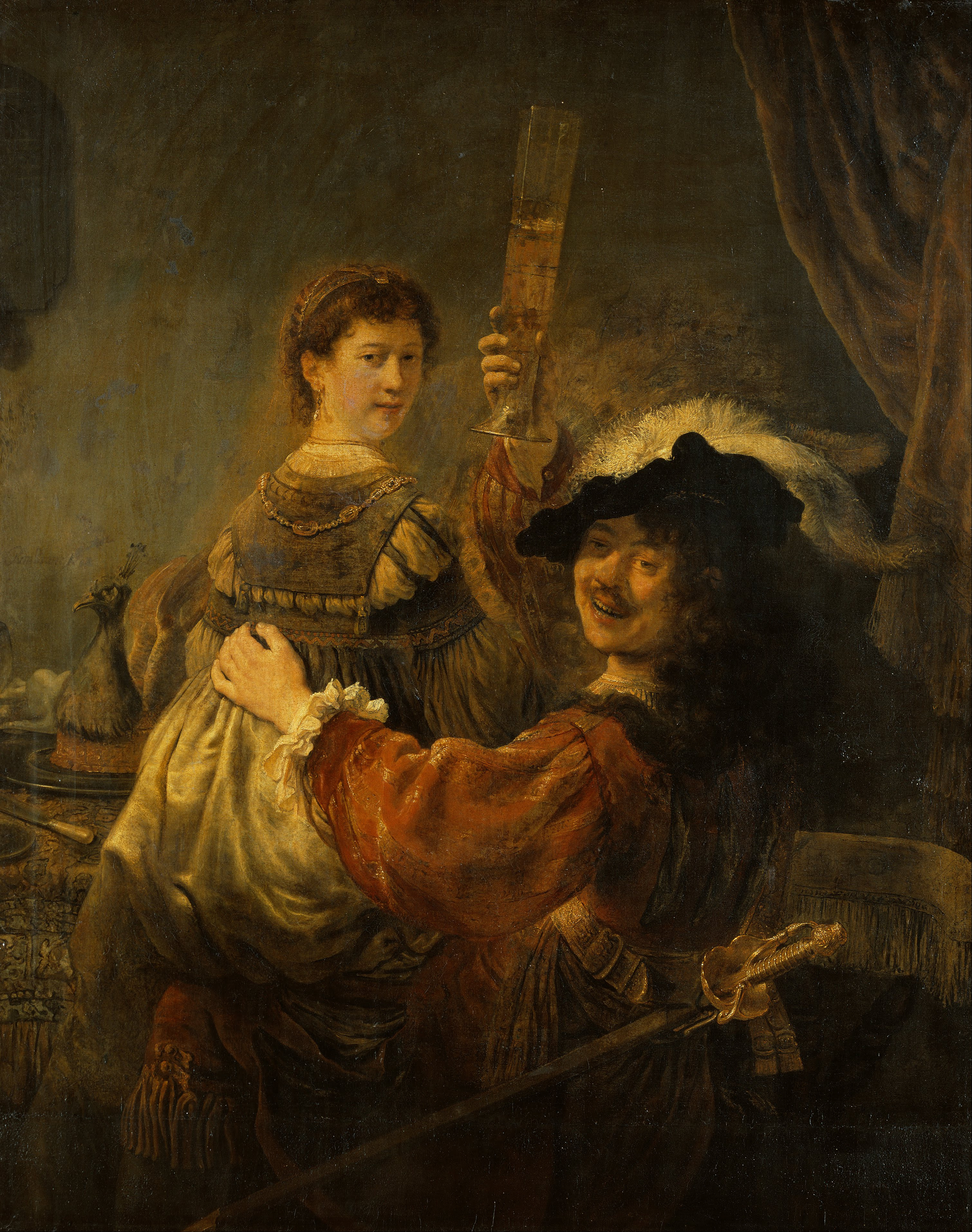
Rembrandt und Saskia im Gleichnis vom verlorenen Sohn, Öl auf Leinwand, um 1635, Staatliche Kunstsammlungen Dresden
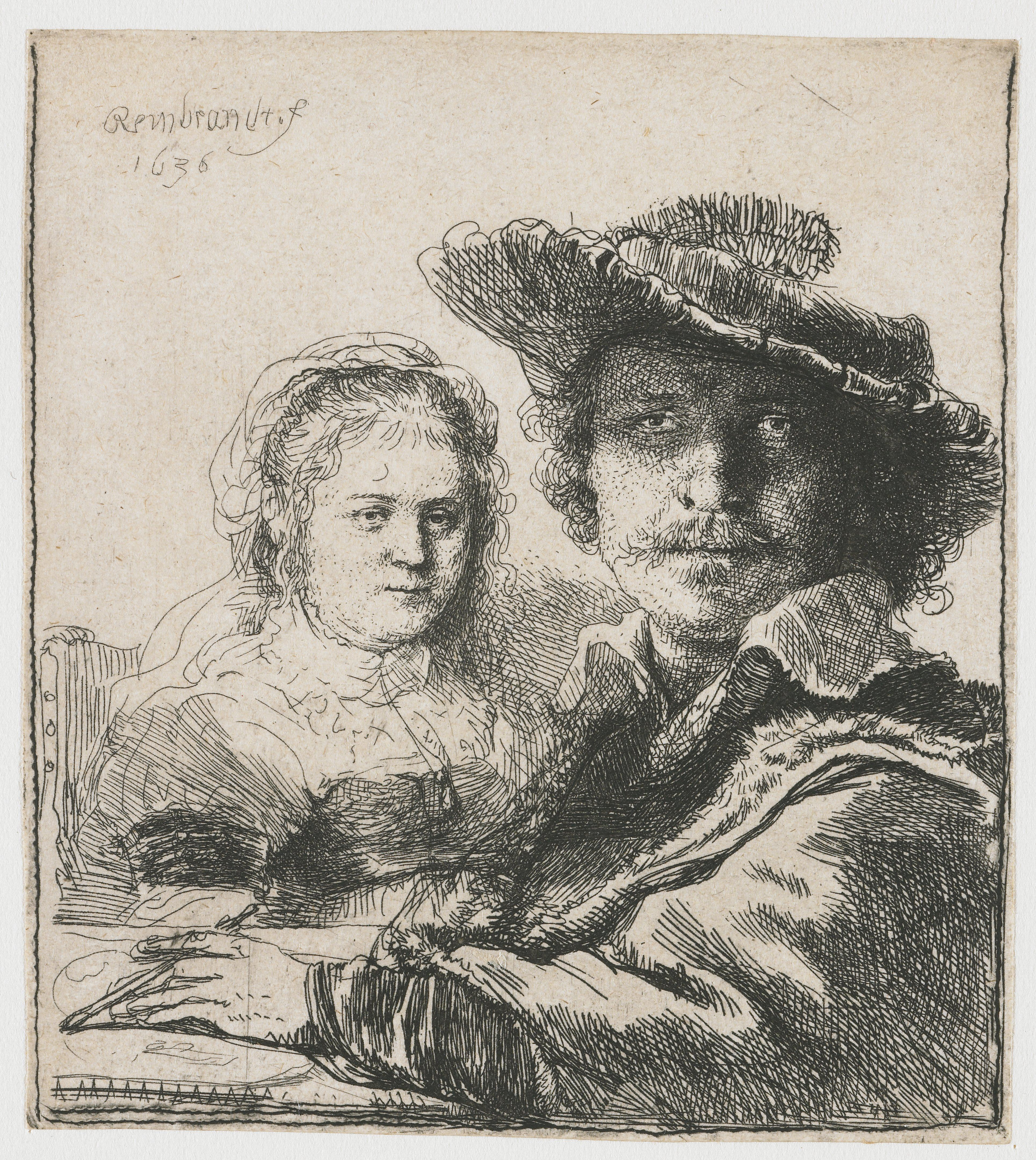
Rembrandt und Saskia, Radierung, 1636, Rembrandthuis
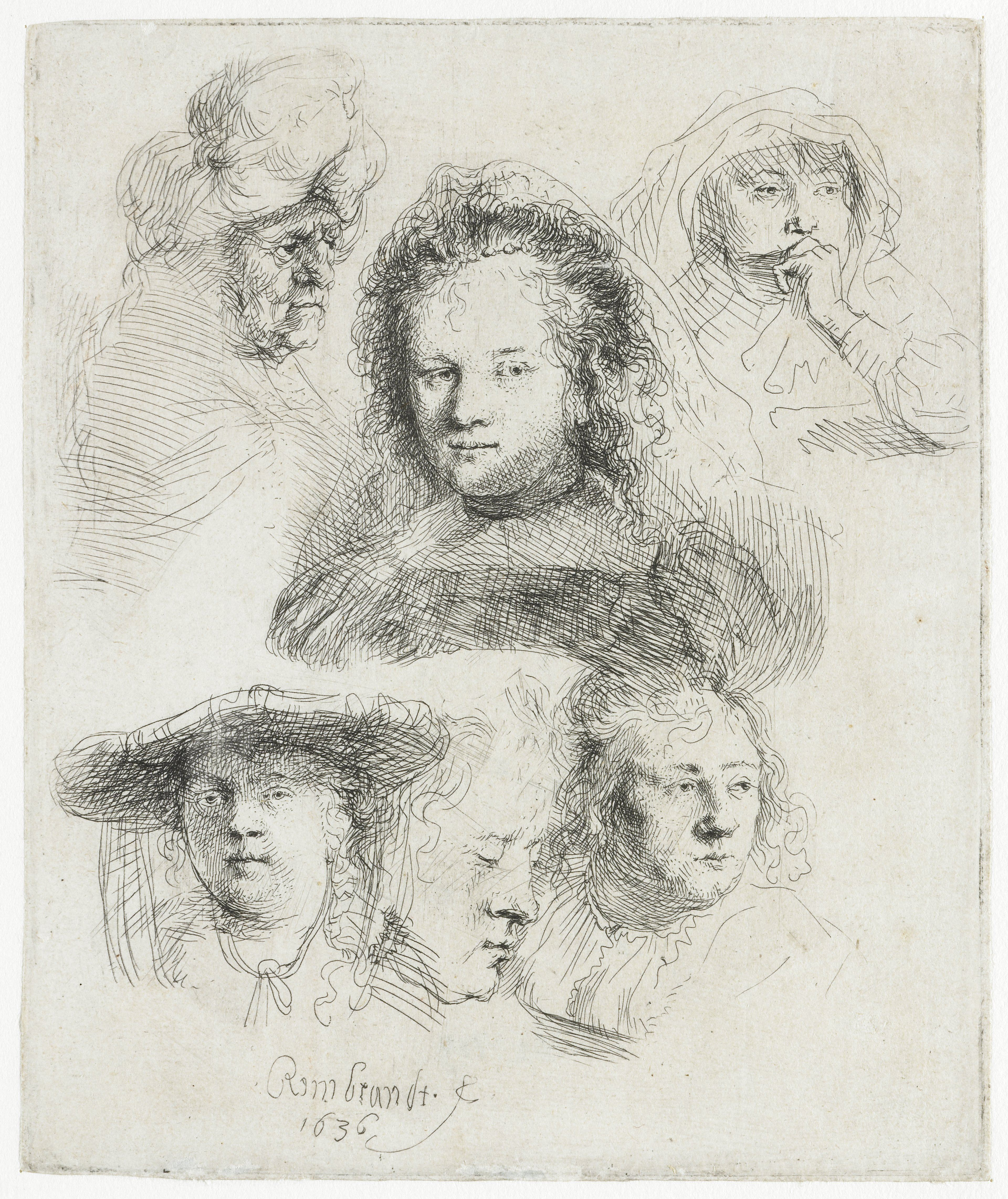
Studie, Radierung, 1636, Rembrandthuis
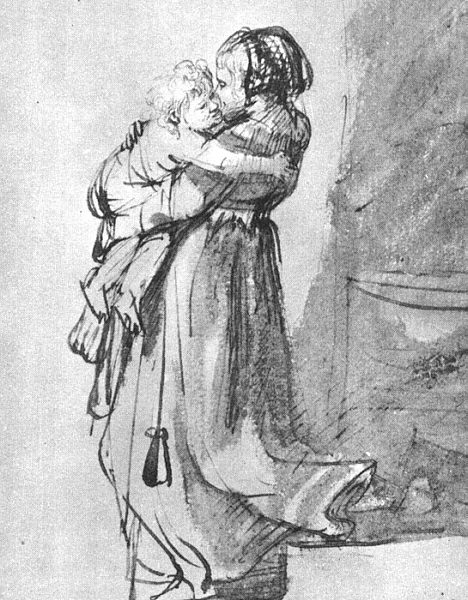
Saskia mit Kind, Tuschezeichnung, um 1636

## Sonstiges

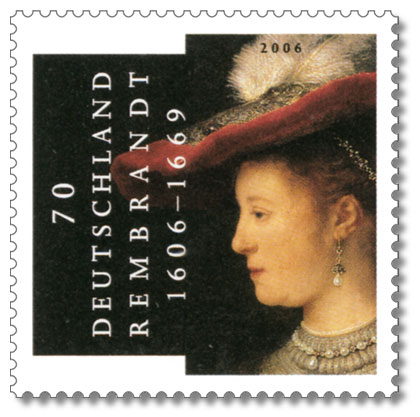
Deutsches Postwertzeichen mit van Uylenburgh

Der 1900 von Max Wolf entdeckte Asteroid Saskia wurde nach Saskia van Uylenburgh benannt. 
Zum 400. Geburtstag von Rembrandt brachte die Deutsche Post AG eine 70 Cent-Briefmarke im Jahre 2006 mit einem Gemäldeausschnitt des Porträts von Saskia van Uylenburgh in reichem Kostüm heraus, dies war eine Gemeinschaftsausgabe mit den Niederlanden. Mit den Entwürfen und Ausgaben gab es jedoch urheberrechtliche Probleme.